# Понте, Раймондо
Раймондо Понте (итал. Raimondo Ponte; род. 4 апреля 1955, Виндиш, Аргау) — швейцарский футболист и тренер, выступавший на позиции нападающего.

## Карьера
Понте начинал футбольную карьеру в клубе из его родного города Виндиш. В 1972 году он дебютировал за первый состав «Арау», во втором дивизионе швейцарского чемпионата, в котором сыграл 17 матчей и забил 1 гол.
В 1974 году он перешёл в «Грассхоппер». В сезоне 1977/1978 он выиграл швейцарский чемпионат, а в сезоне 1979/1980 занял второе место. Кроме этого он стал лучшим бомбардиром Кубка УЕФА совместно с голландцем Герри Дейкерсом, забив по 8 голов. Всего же Понте сыграл более 150 матчей за шесть сезонов и забил чуть больше 30 голов.
Летом 1980 года Понте подписывает сезонный контракт с английским клубом «Ноттингем Форест». 15 августа 1980 года он дебютировал в матче против «Тоттенхэма» (0:2). За сезон проведённый в Англии он сыграл 21 матч и забил 3 гола.
В 1981 году подписывает сезонный контракт с французским клубом «Бастия». Дебют состоялся 23 июля 1981 года в домашнем матче против «Ланса», где была зафиксирована минимальная победа 1:0. В Бастии, как в Ноттингеме, он играл в течение года. Во французском клубе он сыграл 29 матчей и забил 3 гола.
Понте летом 1982 года вернулся в «Грассхоппер». В сезоне 1982/1983 он выиграл Чемпионат и Кубок Швейцарии. В сезоне 1983/1984 он защищал свой титул с командой. В сезоне 1987/1988 он выиграл Кубок Швейцарии. Всего за шесть сезонов сыграл 169 матчей и забил 33 гола.
В 1988—1991 годах он играл во втором дивизионе, за клуб «Баден». Там же он и закончил свою карьеру, сыграв 43 матча и забив 6 голов.

## Достижения

### Клубные
- Чемпион Швейцарии (3): 1978, 1983, 1984
- Обладатель Кубка Швейцарии (2): 1983, 1988
- Обладатель Кубка швейцарской лиги: 1975
- Обладатель Кубка Интертото: 1979

### Личные
- Лучший бомбардир Кубка УЕФА (8 голов, 1977/1978)